# Local 58
Local 58 là một chương trình chiếu mạng kinh dị trên YouTube được sáng lập bởi tác giả, họa sĩ hoạt hình web Kris Straub, cũng được biết tới là cha đẻ của creepypasta Candle Cove (Vịnh nến).
Hiện được lưu trữ trên kênh YouTube LOCAL58TV, mỗi video trong sê-ri này được trình bày dưới dạng cảnh quay của một kênh truyền hình công cộng hư cấu ở Quận Mason, West Virginia, có tên Local 58 (hay WCLV-TV), được sáng lập vào cuối những năm 1930, kênh này liên tục bị chiếm quyền điều khiển trong khoảng thời gian hàng thập kỉ, phát sóng một loạt các video đáng ngại và mang tính siêu thực. Mặc dù sê-ri không có cốt truyện liên tục, nhưng mọi tập phim dường như đều thể hiện các tài liệu tham khảo khó hiểu, liên quan đến việc nhìn lên Mặt Trăng hay bầu trời đêm, cũng như những tham chiếu đến một tổ chức vũ trụ được gọi là Sáng kiến Nghiên cứu Tư tưởng (TRI).
Sê-ri sử dụng sự suy giảm âm thanh và video, làm cho mỗi video chân thực hơn, tăng thêm tính chất đáng lo ngại. Sê-ri tự mô tả bản thân nó là "kinh dị analog" ('analog horror'). Từ đó, thuật ngữ này được sử dụng làm tên cho một nhánh phụ của các sê-ri truyền hình chiếu mạng kiểu found footage mang chủ đề VHS tương tự, lấy cảm hứng từ chính Local 58 hay sử dụng phong cách giống như sê-ri. Ban đầu được lưu trữ trên một miền web hiện không còn tồn tại là local58.info vào năm 2015, sau này các video được tải lên YouTube cho đến video công khai gần nhất vào tháng 11 năm 2021, dựa trên chuyển đổi số hóa của kênh 58 . Sê-ri kể từ đó đã thu hút được rất nhiều người theo dõi.